# Foot-ball Club Albenga 1905
El Foot-ball Club Albenga 1905 es un club de fútbol de Italia, con sede en Albenga, en la región de Liguria. Fue fundado el 23 de diciembre de 1927 y refundado en 2025. Compite en la Prima Categoria Liguria, séptima categoría del fútbol italiano.

## Historia
Los orígenes del fútbol en Albenga se remontan al 28 de abril de 1911, cuando Unione Sportiva Albenganese, club de gimnasia fundado el 11 de mayo de 1905, abrió una sección de fútbol. El 14 de enero de 1914 se creó entonces Ingaunia Football Club, que permaneció activo hasta 1924.  
La Unione Sportiva Albenga se creó el 23 de diciembre de 1927 mediante la fusión de la U.S. Speranza y S.C. Fulgor, equipos con base en Albenga, por encargo de los presidentes de ambos clubes, Celestino Franchi (presidente de Fulgor) y Pierino Viziano (presidente de Speranza), como atestigua la carta enviada el 28 de diciembre de 1927 al Podestà de Albenga, el abogado Próspero Cepollini:

I dirigenti delle società sportive U.S. SPERANZA e S.C. FULGOR rendono noto alla S.V. Ill.ma che in data 23 dicembre 1927 avvenne la fusione delle due sopraddette società, prendendo la denominazione di “UNIONE SPORTIVA ALBENGA”. La fusione delle due società è stata ideata e concretata con l’alta finalità di unire tutte le forze sportive d’Albenga, degna delle tradizioni della tenace Ingaunia. Confidiamo nella benevolenza della S.V. Ill.ma, come primo cittadino di Albenga, acciocché voglia donare tutto il possibile appoggio per far sì che anche la nostra città possa disporre di un campo sportivo, in obbedienza al volere del Duce che al riguardo ha emanato i provvedimenti atti a favorire lo sviluppo della vita sportiva Italiana. Ossequiando

U.S. SPERANZA – p. Il Presidente f.to Ciro Zamboni S.C. FULGOR – Il Presidente f.to Franchi Celesto
lettera assunta al protocollo del Municipio di Albenga in data 28/12/1927 al n. 6717

El primer presidente del nuevo club fue Celestino Franchi, mientras que los colores del club adoptados fueron los de la camiseta de Ingaunia: naranja (amarillo) ribeteado de rojo, es decir, los colores de la ciudad de Albenga (Fuente: Liguria 2000 News).
El nuevo club se afilió a la FIGC en las primeras semanas de 1928 y se inscribió para la temporada 1928-29 en la Tercera División Liguria, el nivel más bajo del campeonato de fútbol italiano: el equipo se ubicó en el Grupo A. En esa temporada el equipo jugó partidos en casa en Sgorre, lugar donde hoy se encuentra el Estadio Municipal “Annibale Riva”. El primer entrenador y capitán del Albenga fue Carlo Ghigliano, un ex defensa que había jugado en el pasado en Savona e incluso en Genoa, ganador de múltiples campeonatos, recibiendo también el honor de ser convocado a la selección italiana en 1920. La Albenga debutó en el campeonato el 11 de noviembre de 1928, en la segunda jornada del campeonato (ya que descansaba en la primera) empatando 0-0 contra el Costamagna de Carassone di Mondovì . Gracias a un buen resultado en el campeonato, Albenga terminó el campeonato en el tercer lugar del Grupo A con 14 puntos, mientras que el grupo lo ganó Ferriere Novi con 20 puntos.
En la temporada siguiente, el Albenga, esta vez incluido en el Grupo B, bajo la dirección del nuevo presidente Bernardo Zunino, veterano genovés, confirmó el tercer puesto del grupo, detrás de Alassio y Veloce di Savona. El primer derbi de la historia contra Alassio tuvo lugar el segundo día en Albenga y lo ganaron los rivales por 2-1.
En la temporada 1930-31, Albenga volvió a jugar en la Tercera División Liguria, esta vez en el Grupo C. Bajo la dirección del nuevo presidente, Carlo Rombo, secretario del Hospital Santa Maria di Misericordia de Albenga, Albenga logró 15 puntos en 13 partidos, ganando 7, empatando uno y perdiendo 5, marcando 27 goles y recibiendo 22. Al final de la temporada, el equipo fue admitido en la II División de Liguria, obteniendo así su primer ascenso.
Mientras tanto, la empresa cambió su nombre a Albingaunia Sport, además del presidente, que pasó a ser Giacomo Massone, radiólogo del Hospital Albenga. En el grupo único (con 11 equipos) de la II División Liguria, junto al Albingaunia, también estaban incluidos los rivales del Alassio, con el que se disputó el derbi de la primera jornada y acabó 1-1. Al final del campeonato, Albingaunia quedó séptima con 19 puntos, mientras que el campeonato lo ganó el filial de Genoa con 32 puntos.
En la temporada 1932-33 fue reconfirmado como presidente Giacomo Massone, que volvió a inscribir a la Albingaunia en la II División de Liguria. El equipo consiguió acceder a las semifinales para el ascenso, tras una victoria en la última jornada (23 de febrero de 1933) fuera de casa contra el Veloce di Savona, en la que Albenga consiguió superar la desventaja inicial (gol de Veloce en el minuto 59), gracias a los goles de Mascardi (65') y Carpini (82') que permitieron a la Albingaunia ganar el partido por 2-1 y acceder a la Final, donde terminó en 2º lugar. La buena clasificación permitió al equipo acceder por primera vez a Primera División, la Serie C de la época.
Sin embargo, en su temporada de debut en Primera División, el equipo solo ocupó el penúltimo puesto, descendió y volvió a subir debido a una nueva ampliación de la plantilla. Sin embargo, en el verano de 1934, la FIGC decidió instaurar el campeonato de la Serie C a partir de la temporada 1935-36, lo que habría significado que la Albingaunia habría tenido que clasificarse entre los seis primeros para mantener su lugar en la tercera serie (rebautizada como Serie C); de lo contrario habrían descendido a la nueva Primera División Regional. El equipo, dirigido por el toscano Mario Balloni, no logró mantenerse en la tercera serie, terminando octavo, a seis puntos de la salvación, por lo que descendió a la Primera División de Liguria.
Por si fuera poco, la empresa atravesó dificultades económicas y el presidente Massone dimitió, siendo sustituido como presidente por Piero Giuliani. Debido a dificultades económicas, Albingaunia no pudo luchar por la victoria del campeonato de Primera División de Liguria, llegando incluso a quedar penúltimo con sólo 15 puntos, mientras que el campeonato lo ganó Corniglianese con 36 puntos. En la temporada siguiente la empresa ni siquiera se inscribió en ningún campeonato.
En la temporada 1937-38, sin embargo, se inscribió en la I División Liguria, en el Girone di Ponente, como sección de fútbol del Dopolavoro de la Sociedad Agrícola Albenga. El presidente del Dopolavoro de la Compañía Agrícola en esa temporada era el Doctor Cravino mientras que el presidente de la Sección de Fútbol era Giuseppe Rapa. El equipo ganó cómodamente el campeonato con 24 puntos, fruto de 11 victorias, dos empates y sólo una derrota, situándose hasta siete puntos detrás del segundo clasificado, el filial sanremés, y sufriendo sólo una derrota ante el Finalese. En el último grupo a cuatro bandas para el ascenso a la Serie C, Albenga logró imponerse al Tigullia al ganarle por 3-0 (goles de Mario Focollo en el minuto 7 y doblete de Rossi en el minuto 67 y 85) en la jugada. -off celebrado en el campo neutral de Savona el domingo 19 de junio de 1938 a las 16.30 horas. El Albenga, entrenado esa temporada por Mario Balloni, logró así un histórico ascenso a la Serie C.
Jugó en la Serie C (grupo D) durante tres temporadas siguientes, terminando octavo dos veces y noveno una vez, pero se vio obligado a cesar su actividad en 1941 debido a problemas de guerra.
Cuando reanudó su actividad en 1945, partió de nuevo de la Primera División de Liguria, ganando el grupo y volviendo inmediatamente a la Serie C. Al final de la temporada 1947-48, debido a una reforma de los campeonatos (que redujo la Serie C grupos del 18 al 4), el 10º puesto en el Grupo A no fue suficiente para evitar el descenso al nuevo campeonato de Promoción.
En la temporada 1980-81 fue el primer equipo dirigido por Gian Piero Ventura que luego entrenaría a 20 equipos (con 10 temporadas en la Serie A) y a la selección italiana.
En la temporada 97-98 Albenga ganó la Promoción, alcanzando la Excelencia.
En 2011, el club quedó bajo la tutela del nuevo presidente Andrea Tomatis, quien devolvió al club a la Excelencia, antes de dimitir en 2017.
Al año siguiente pasó a manos de un grupo de empresarios locales que lograron mantener al club en el más alto nivel regional. En 2019 la administración municipal, encabezada por el abogado Giorgio Cangiano, permitió la construcción de la superficie de césped sintético del estadio Annibale Riva. En el verano del mismo año, el empresario Gianpiero Colla, tras dejar Albisola, se hizo cargo de la empresa Ingauna.
El equipo, confiado a Matteo Solari, navegó en las primeras posiciones durante todo el campeonato, pero no pudo separarse de sus rivales. Tras algunas derrotas en enfrentamientos directos y en la final de la Copa regional de Italia a manos del Sestri Levante, Solari fue relevado de sus funciones y sustituido por Pierluigi Lepore. El nuevo técnico dirige al equipo sólo unos pocos partidos, ya que en la primera semana de marzo el campeonato fue parado debido a la emergencia del Covid-19. Los bianconeri terminaron así en tercera posición detrás de Imperia y Sestri Levante.
La temporada 2020-2021 comienza con grandes ambiciones: el equipo está confiado a Alessandro Grandoni, asistido por David Balleri: Los bianconeri se clasifican para los play-offs de ascenso a la Serie D, concluyendo la corta temporada regular en la cuarta posición, pero son derrotados en la primera ronda de Ligorna, futuros campeones del campeonato.
Para la temporada siguiente se decidió volver a cambiar de entrenador: la elección recayó en Alessandro Lupo, ex entrenador del Imperia Calcio. Durante la actual temporada, tras la dimisión de Lupo, el equipo quedó a cargo de Flavio Ferraro; Los bianconeri terminaron en el segundo lugar del grupo A detrás del Cairese, y gracias a esta clasificación participaron en el grupo de la eliminatoria, en el que terminaron cuartos, perdiendo por sólo dos puntos la clasificación para el play-off nacional.
La temporada 2022-2023 se abre con el paso del testigo al frente de la empresa de Gianpiero Colla a Simone Marinelli, y el consiguiente nombramiento del técnico Pietro Buttu; Tras una fuerte campaña de verano, el objetivo declarado es llegar a la Serie D, más de 30 años desde la última vez. El Ingauni no defraudó las expectativas y, en la cima de una marcha abrumadora, conquistó la Excelencia, manteniéndose en cabeza desde el primer día hasta el último y sumando 77 puntos, resultado de 24 victorias, 5 empates y 5 derrotas (en particular las 10 victorias consecutivas en las 10 primeras jornadas).
Al final de la temporada, sin embargo, Marinelli abandona la empresa, que pasa a manos de un consorcio liderado por el empresario Santi Cosenza; Además, el nuevo director deportivo es el exfutbolista Marco Ferrante . Buttu, a pesar de ganar el campeonato, no fue reconfirmado, y en su lugar fue elegido Fabio Fossati. En diciembre, recién ascendido con una excelente posición en la clasificación, a pesar de las garantías del presidente Santi Cosenza  sobre supuestos problemas corporativos, se produce una mini revolución técnica y corporativa, con la venta de varios jugadores que fueron protagonistas de la excelente primera parte de la temporada (sobre todo Boloca, Barranco, Likaxhiu, Masetti, Esposito, Facchetti), la dimisión del entrenador Fossati (que después de algunas semanas pasa al prestigioso banquillo de Livorno ) en su lugar Antonio Aiello. En enero de 2024 también se marcha Marco Ferrante, poco después también DS Cocito.

## Palmarés

### Torneos regionales
- Eccellenza Liguria (1): 2022-23
- Promozione Liguria (4): 1952-53 (Grupo A), 1976-77 (Grupo A), 1993-94 (Grupo A), 1997-98 (Grupo A)
- Prima Categoria Liguria (4): 1945-46 (Grupo A), 1960-61 (Grupo A), 1963-64 (Grupo A), 2013-14 (Grupo A)
- Prima Divisione Liguria (1): 1937-38
- Seconda Divisione Liguria (1): 1932-33

### Torneos provinciales
- Terza Categoria Liguria (1): 2010-11 (Grupo C)